# Теория многих тел
Теория многих тел — область физики, в которой исследуется и описывается коллективное поведение многочастичных систем взаимодействующих частиц. В общих чертах, теория многих тел имеет дело с физическими эффектами и явлениями, которые проявляются только в системах, содержащих большие количества частиц. В то время как основные физические законы, которые управляют движением каждой отдельной частицы, могут быть простыми, исследование коллективов частиц может быть чрезвычайно сложными.
При описании систем в рамках теории многих тел используется понятие среднего по ансамблю. Основными уравнениями теории многих тел являются уравнения Лиувилля и цепочка уравнений Боголюбова.